# Хосров I Ануширван
Хосров I (пехл. husraw, xusrav {hwslwb’} «с доброй славой» от авест. *hu-śraųah- «известный», «знаменитый», букв. «имеющий добрую славу»; перс. خسرو‎ [Xusraw]) — известный по иранским источникам под эпитетом Анушираван или упрощенно Ануширван (перс. انوشيروان‎ от пехл. anōšag-ruwān — «с бессмертной душой»; 501—579) — шахиншах из династии Сасанидов, правивший Ираном с 531 до 579 года. Правление Хосрова характеризуется продолжением преобразований Кавада I, направленных на усиление центральной власти, масштабными строительными работами, развитием наук и искусств, а также частыми военными столкновениями с Византией и завоевательной политикой на юге (Йемен) и востоке (государство эфталитов). При Хосрове I государство Сасанидов достигло наибольшего уровня развития и могущества. Время правления Хосрова часто именуют «золотой эпохой» в истории Ирана.

## Общая характеристика правления
Наследство Кавада I, полученное Хосровом, было тяжёлым. Вместе с короной, вступив на трон, Хосров получил весь груз проблем и суровых реалий Сасанидского Ирана середины VI века. Истреблённая знать, разорённая экономика, угроза со стороны противников как с запада, так и с востока. Хосрову стоило немалых усилий решение всего груза этих проблем. В такой ситуации Хосров, в отличие от своих предшественников, не руководствовался идеями величия времён Ахеменидов, став суровым прагматиком и реалистом. Шаткость положения всего Ирана, оставшегося фактически без войска, разорённая казна превратили Хосрова в весьма осторожного, чуткого и внимательного правителя. История его правления ярко демонстрирует ясное осознание и постижение им всех премудростей политики и государственного управления. Он ясно осознавал и видел грань между личными устремлениями и интересами государства, не нарушая баланса, которым зачастую пренебрегали его предшественники. Это наиболее ярко демонстрирует то, какую страну он оставил своим наследникам. Получив разорённую страну, после почти 50-летнего правления он оставил страну богатую и сильную, фактически позволив Сасанидскому государству просуществовать почти ещё одно столетие в зените своей славы.

## До восшествия на трон
Первое сообщение о Хосрове содержится у Прокопия Кесарийского. В середине 520-х годов Кавад I вёл мирные переговоры с Юстином I. Договор он намеревался скрепить тем, чтобы сделать своего третьего сына Хосрова приёмным сыном византийского императора. Переговоры были сорваны, в том числе усилиями квестора Прокла, говорившего, что усыновление Хосрова означает превращение его в наследника римского василевса и «передачу персам государства римлян». В 526 году началась новая война Византии и Персии, продолжавшаяся до 532 года.

### Борьба с маздакитами
Хотя проповедь Маздака и основанное на ней «Маздакитское движение», инициированное с негласного одобрения Кавада I, и позволила Каваду расправиться со своими врагами из числа сасанидской знати, но террор, устроенный сторонниками Маздака, поставил Иран на грань катастрофы. Уничтожение знати привело к резкому ослаблению Ирана, поскольку знать составляла основу военной силы Ирана, тяжёлую кавалерию: саваран. Грянувший вслед за уничтожением знати и присвоением их земель передел собственности вызвал экономический и социальный кризис в государстве Сасанидов. Это вынудило Кавада отказаться от услуг Маздака и начать борьбу против него. Главной силой в противостоянии с Маздаком стал Хосров. Он же, вероятно, выступал и главным инициатором этой борьбы.
В 528 году Хосров инициировал расправу над Маздаком, верхушкой движения маздакитов, а также большим числом его рядовых членов. Старший сын Кавада и наследник престола царевич Кавус являвшимся сторонником Маздака, был казнён вместе с Маздаком и его приверженцами. Действия Хосрова были направлены в первую очередь против радикальных маздакитов, рядовые участники движения при отказе от поддержки Маздака не подвергались гонениям.

## Внутренняя политика
Хосров вошёл в историю Ирана, как крупный реформатор. С его реформ принято начинать отсчёт эпохи феодализма на Ближнем Востоке. Получив власть и оказавшись перед грузом проблем внешне- и внутриполитического характера, образовавшихся в период маздакитского движения, Хосров принялся усиленно продолжать реформы своего отца, шаха Кавада I, хотя большая часть преобразований были инициированы им лично.
Он укрепил свою власть, ограничив правителей областей и высших сановников, возвысил новую, зависящую от него элиту. Также им была создана стройная система поземельного и подушного налога с прогрессивной шкалой, организована регулярная армия, что снизило роль отрядов конной знати. При Хосрове велись значительные строительные работы: восстанавливались и создавались новые дороги, сооружались мосты, был основан ряд новых городов, в Месопотамии развивалась сеть каналов. Шахиншах покровительствовал наукам и искусствам, в годы его правления было переведено на пехлеви множество индийских текстов, значительная часть которых впоследствии была усвоена наукой исламского мира. В это же время в Персию проникают шахматы. Также считается, что именно в период правления Хосрова I были изобретены нарды.
Один из самых примечательных поступков Хосрова Ануширвана был связан с возвратом некогда отнятых маздакитами земель и имущества знати. Хосров I возвращал отнятые земли и имущество, возвращал мужьям их прежних жен (разлученных от мужей по идеологии маздакизма), но многие семьи были уже полностью истреблены. Их земли Хосров I забрал в казну. Там, где в семьях оставались только малолетние, он выдавал замуж девушек, давая им приданое из казны, или женил юношей, одновременно принимая их на шахскую службу и создавая таким образом новую прослойку служилой знати, всем обязанную шаху и потому лично преданную ему.

### Административно-территориальная реформа
Иран, до того административно состоящий из отдельных родовых наделов знати и вассальных образований, был заново «перекроен». Все родовые уделы, с наследственными владетелями, были объединены в четыре большие провинции — кусты (пехл. kwst [kust] — «сторона», «бок»), во главе которых были поставлены шахские наместники — марзбаны, назначаемые лично шахом. Вся судебная власть была передана также назначаемым шахом судьям.
Административные должности в государстве, до того занимаемые крупной знатью и часто передаваемые по наследству, были взяты под пристальный контроль. На должности назначались только по указанию шаха.

### Экономическая реформа
Была урегулирована система сбора налогов и подушной подати. Натуральные налоги были заменены денежными, что привело к значительному притоку финансов в казну. Ранее налоги по большей части собирались в натуральном виде, а затем уже со стороны чиновников проводилась их перепродажа, что приводило не только к усложнению финансовой системы, но и к частым злоупотреблениям. Общее число налогов было уменьшено, а их уровень был понижен.

### Военная реформа
До Хосрова I только высшие сословия персидского общества имели право служить в войсках, и только из них комплектовалась армия. Сама армия была иррегулярной и мобилизовавшейся только на время войн.
Вся эта структура была упразднена. Армия стала регулярной, были сформированы 12 полков тяжёлой кавалерии саваран, к службе допускалась не только высшая знать, но и мелкая, а также обычные землевладельцы-дехкане, составлявшие сословие азатов. Полки содержались за счёт шахской казны, и были подчинены только шаху. Должность эранспахбеда (пехл. Eran Spahbod — командующий Армией Ирана) была упразднена, главнокомандующим отныне выступал сам шах.
Комплектование и обучение войск проводилось на основе кадетских корпусов, куда зачислялись с детского возраста.

## Внешняя политика
Во внешней политике последовательно поддерживал курс на укрепление государственности и внешней безопасности Ирана. Результатом были несколько военных кампаний против Византии, эфталитов, завоевание Йемена, ликвидация вассальных государств: Кавказской Албании, Армении.

### Отношение с Византией
В 532 году, в самом начале правления Хосрова I, Персия заключает с Византией «Вечный мир», позволивший Юстиниану I (527—565) без угрозы войны на два фронта совершить завоевания в Северной Африке и Италии. Согласно Прокопию Кесарийскому, именно успехи империи на западе и заставили Хосрова в 540 году нарушить договор и атаковать Византию. Началась Лазская война.
В 542 сасанидская армия захватила Антиохию и шахиншах Хосров I переселил её жителей в окрестности Ктесифона («Хосроева Антиохия»). Война окончилась перемирием в 545 году, однако уже в 547 возобновилась. Театром военных действий стала Лазика, которую Хосров, захвативший Армению и Иберию, так и не смог отобрать у Византии. В 557 было заключено перемирие, а в 562 — мир сроком на 50 лет, по которому Лазика оставалась за Византией, империя выплачивала Персии дань, Персия же обязалась не подвергать гонениям христиан. По условиям договора, Византия обязывалась финансировать строительство и укрепление цепи оборонительных сооружений вдоль Большого Кавказского прохода, в частности, была заново перестроена и усилена крепость Дербента.

### Война с эфталитами
Обезопасив западные границы, Хосров около 560 года начал военную кампанию против государства эфталитов. Для успешного хода кампании был заключен союз с Тюркским каганатом. Сам Хосров женился на дочери тюркского кагана Истеми. Тюрки обязались также атаковать эфталитов. Подчинив эфталитов своей власти, Хосров провёл границу между Персией и каганатом по Амударье.

### Подчинение Йемена
Хосров предпринял ряд мер по усилению влияния в регионе. Одной из них стало фактическое подчинение Йемена. Воспользовавшись около 570 года конфликтом между Йеменом и союзной Византии Эфиопией, Хосров инициировал отправку иранского военного контингента и флота для поддержки йеменцев. Конфликт фактически превратился в иранско-эфиопо-византийский. Флот Хосрова атаковал берега Эфиопии, а сухопутные войска в это время разбили эфиопскую армию в Йемене. После окончания конфликта, по причине всё ещё остающейся угрозы, а также слабости Йемена, последнему был навязан сасанидский протекторат, что в итоге превратило Йемен в вассала Сасанидов. С этого времени и до арабского завоевания Йемен был зависим от Персии.

### Ликвидация вассальных государств
Кавказская Албания и Армения находились в вассальной зависимости от Сасанидов. Политика преследования христиан и насильное насаждение зороастризма приводила к постоянным восстаниям. Византия как покровительница христианских стран активно вмешивалась в эти конфликты. Для прекращения этого при Хосрове Ануширване происходит переход к политике веротерпимости, что не означало отказа от планов полного подчинения вассальных царств. В результате царская власть в Армении и Кавказской Албании были окончательно ликвидированы, иранскую часть Армении стали называть Перс-Арменией, вместе с Кавказской Албанией и Адурбадаганом они образовали Северный Куст (область) Эраншахра.
В 572 году вспыхнуло очередное восстание в Армении и Иберии, поддержанное Византией. Хосров выступил против империи, война шла с переменным успехом до 576 года, когда иранская армия потерпела жестокое поражение под Мелитеной. Хосров умер в 579 году во время мирных переговоров с Тиверием II.

## Хосров Ануширван в исторической и литературной традиции
Хосров Ануширван благодаря проведёнными им реформам, значительно облегчившим жизнь населения Сасанидской державы, и успехам в деле укрепления положения Ирана, вошёл в историю как самый великий правитель из династии Сасанидов. Его покровительство наукам, литературе и веротерпимость сыграло значительную роль в деле его популяризации среди народов Ирана и его соседей. Уже при последних Сасанидах, когда Иран переживал упадок, а затем после завоевания Ирана арабами и последующего почти тысячелетнего господства над Ираном тюркских династий, образ Хосрова Ануширвана стал легендаризироваться.
Начало его литературному образу как образу идеального правителя положил Фирдоуси в своей поэме «Шахнаме». В дальнейшем образ Хосрова стал покрываться всё большими легендами, ему приписывались героические подвиги, поэтический талант, непорочность и идеальная мудрость. Хосров стал героем многих народных сказаний, повествований, музыкального фольклора. Имя Хосров стало одним из популярных среди знати. Но наибольшим показателем популярности образа Хосрова Ануширвана было то, что многие восточные средневековые государи, в том числе неиранского происхождения, вели генеалогию своих родов от Хосрова. Многие правители, вступая на престол, брали себе тронное имя Хосров или Кай-Хосров.

## Интересные факты
- При Хосрове Ануширване была создана настольная игра — нарды. Его создание относят к визирю Хосрова Ануширвана — Бузоргмихру, который создал игру по поручению шаха, в ответ на создание в Индии шахмат.
- При Хосрове Ануширване была составлена первая рукопись, дающая полное представление об игре в шахматы, его терминологии, правил, описании фигур.
- При Хосрове I Иран принял изгнанных из закрытой византийским императором Юстинианом афинской Академии семерых философов (Дамаския, Симпликия и других).
- При Хосрове I впервые в истории Ирана был создан прообраз научной школы. В городе Гундешапур в области Хузистан была построена Академия для изучения философии и медицины.
- Хосров Ануширван для защиты вновь возведённых в области Маскут[5] крепостей[6] и оборонительных стен переселял персов из внутренних областей Ирана.
- В VI веке (после 562 года) в Джалганском хребте по приказу Хосрова I Ануширвана выстроены цитадель Нарын-кала и две идущие от неё к Каспийскому морю каменные стены, которые запирали узкий (3 км) проход между морем и горами Кавказа и ограждали с севера и юга территорию города, часть Дербентской крепости, призванными перекрывать так называемые Каспийские ворота в Персидскую державу. Входит в список всемирного наследия ЮНЕСКО.
- Традиция приписывает Хосрову строительство будущих хазарских городов в Дагестане — Беленджера и Семендера. Оба пункта первоначально являлись центрами одноимённых племён. К Семендеру, возможно, имеет отношение племя забендер, родственное аварам, которые, двигаясь вслед за савирами, прошли через Кавказ в 550-е годы.
- По некоторым версиям название области Ширван (современный Азербайджан) связано с именем Хосрова Ануширвана, при правлении которого была развёрнута активная строительная деятельность Сасанидов в пределах упразднённого ими царства Кавказской Албании.